# Vang Kaj (színművész)
Vang Kaj (王凯, pinjin: Wáng Kǎi, angolosított művésznevén Nick Wang, 1982. augusztus 18.–) kínai színész, legismertebb televíziós sorozatai a Pejping vu csansi (Běipíng wú zhànshì) (北平无战事; All Quiet in Peking, 2014), a Vejcsuang-csö (Wèizhuāng-zhě) (伪装者, The Disguiser, 2015), a Langja pang (Langya bang) (琅琊榜, Nirvana in Fire, 2015), a Zsukuo voniu ju ajcsing (Rúguǒ wōniú yǒu àiqíng) (如果蜗牛有爱情, When a Snail Falls in Love, 2016), a Fangcsi vo, csuacsin vo (Fàngqì wǒ, zhuājǐn wǒ) (放弃我, 抓紧我, Stay with Me, 2016) és a Tacsiang taho (Dàjiāng dàhé) (大江大河, Like a Flowing River, 2018).

## Élete és pályafutása
Már az iskolában színész akart lenni, miután szerepelt egy iskolai előadásban, édesapja azonban sportpályafutást szánt neki, labdarúgásra íratta, édesanyja pedig hagyományos karriert képzelt el neki. A középiskola elvégzését követően a Hszinhua (Xīnhuá) Könyvesboltlánc vuhan (wuhan)i üzletében kezdett dolgozni könyvhordárként. Szabadidejében mellékállásokat vállalat, modellkurzusra járt és reklámfilmeket forgatott. 2002-ben, reklámfilmforgatás közben a rendező azt tanácsolta neki, tanuljon színészetet. Vang (Wang) felmondott a munkahelyén és Sanghajba költözött, ahol a Sanghaji Színművészeti Egyetemen beiratkozott egy színművészeti kurzusra. 2003-ban felvételizett a Pekingi Filmakadémiára és a Központi Színművészeti Egyetemre. Mindkét intézménybe felvették, végül az utóbbit választotta.

### A kezdetek
Még egyetemi évei alatt kapta első szerepét a Hancsiu (Hánqiū) (寒秋, Cold Autumn, 2006) című sorozatban, egyik tanára, Csang Hsziao-lung (张晓龙, Zhang Xiaolong) javaslatára. 2006-ban forgatta első filmjét, Miao kou zsenhszin (Miào gǒu rénxīn) (妙狗人心, 2007).
2007-ben végzett az egyetemen és leszerződött a Huayi Brothershöz. Az első évben alig kapott szerepeket, egy kisebb szerepet játszott a Vej vu li tö taohua (Wéi wū li de táohuā) (围屋里的桃花, Water Point Peach Blossom) című sorozatban, és a Hucsiao ta minghszing (Hūjiào dà míngxīng) (呼叫大明星, Calling For Love) című tajvani sorozatban, amihez megtanult tajvani akcentussal beszélni.

### 2008–13: Növekvő népszerűség
Első sikeres szerepét a Csou nü Vu-ti (Chou nü Wudi) (丑女无敌, Ugly Wudi) című sorozatban játszotta, melyet a Betty, a csúnya lány alapján adaptáltak. A sorozat nagy sikert aratott, mind a négy évadját magas nézettséggel vetítették. Bár a főszerepre jelentkezett, helyette Csen Csia-ming (Chen Jiaming), a beképzelt reklámigazgató szerepét ajánlották fel neki. A forgatás alatt otthagyta ügynökségét és leszerződött a sorozatot gyártó Nesound Internationalhez.
Ezt követően hasonló szerepeket ajánlottak neki, de tartva a beskatulyázástól, elutasította ezeket. Végül a Csecsing (Zhīqīng) (知青, Youth, 2012) című televíziós sorozatban egy dacos és műveletlen fiatal szerepét vállalta el. Ezt a Hszin sentan lienmeng cse pao tazsen lajlö (Xīn shéntàn liánméng zhī bāo dàrén láile) (新神探联盟之包大人来了, New Detective Squad, 2013) című detektívsorozat követte, mely a Három vitéz, öt igazságos lovag (三俠五義) történetén alapszik. Magas nézettséggel vetítették és kisebb kultusza lett online.

### 2014–2015: Áttörés
2013-ban megszűnt a Nesound művészmenedzsment-osztálya és Vang (Wang) a Shandong Television & Filmhez szerződött le. 2014-ben a kínai polgárháború idején játszódó Pejping vu csansi (Běipíng wú zhànshì) (北平无战事; All Quiet in Peking) című sorozatban rendőrt alakított. Pozitív kritikákat kapott, melyek szerint jól megállta a helyét a sorozatban szereplő elismert veterán színészek oldalán. Ugyanebben az évben a Huang kokung ancsien (Huáng kègōng ànjiàn) (黄克功案件, A Murder Beside Yanhe River) című filmben a Vörös Hadsereg gyilkossággal gyanúsított tisztjét alakította. Vang (Wang) a 9. Chinese Youth Film Forumon elnyerte a legjobb új filmszínésznek járó díjat.
2014 decemberében Hou Hung-liang (Hou Hongliang) producer felmondott a Shandong Film & Televisionnál és a Daylight Entertainment Ltd.-hez csatlakozott, Vang (Wang) pedig vele tartott. Ezt követően három olyan sorozatban szerepelt, melyet a Daylight Entertainment gyártott. A Vejcsuang-csö (Wèizhuāng-zhě) (伪装者, The Disguiser, 2015) címűben egy hűséges és tehetséges hármasügynököt alakított, a Langja pang (Langya bang) (琅琊榜, Nirvana in Fire, 2015) címűben egy lenézett herceget, akiből végül császár lesz, a Ta lajlö, csing pi jen (Tā láile, qǐng bì yǎn) (他来了，请闭眼, Love Me If You Dare) címűben pedig a főszereplő legjobb barátját.
A három sorozat nyomán Vang (Wang) népszerűsége rohamosan nőtt. A Huating (Huading)-díjkiosztón és a Shanghai Television Festivalon is a legjobb színész díjára jelölték, az Asia Rainbow TV Awardson pedig elnyerte a legjobb mellékszereplőnek járó díjat. Magazinok és divatesemények rendszeres szereplőjévé vált és számos szponzorációs felkérést kapott.

### 2016–: Mainstream sikerek
2016-ban a Huanlö szung (Huānlè sòng) (欢乐颂, Ode to Joy) című romantikus sorozatban szerepelt. Bár csak a 11. részben jelent meg először, a közösségi média felületein azonnal beszédtémává vált. Ezt követően Ode to Joy-beli partnernőjével, Vang Ce-ven (Wang Ziwen)nel a Zsukuo voniu ju ajcsing (Rúguǒ wōniú yǒu àiqíng) (如果蜗牛有爱情, When a Snail Falls in Love) című detektívsorozatban játszottak együtt. Ugyanebben az évben Joe Chen oldalán egy újabb romantikus sorozat, a Fangcsi vo, csuacsin vo (Fàngqì wǒ, zhuājǐn wǒ) (放弃我, 抓紧我, Stay with Me) következett, majd Jackie Chan akcióvígjátékában, A vonatrablásban tűnt fel.

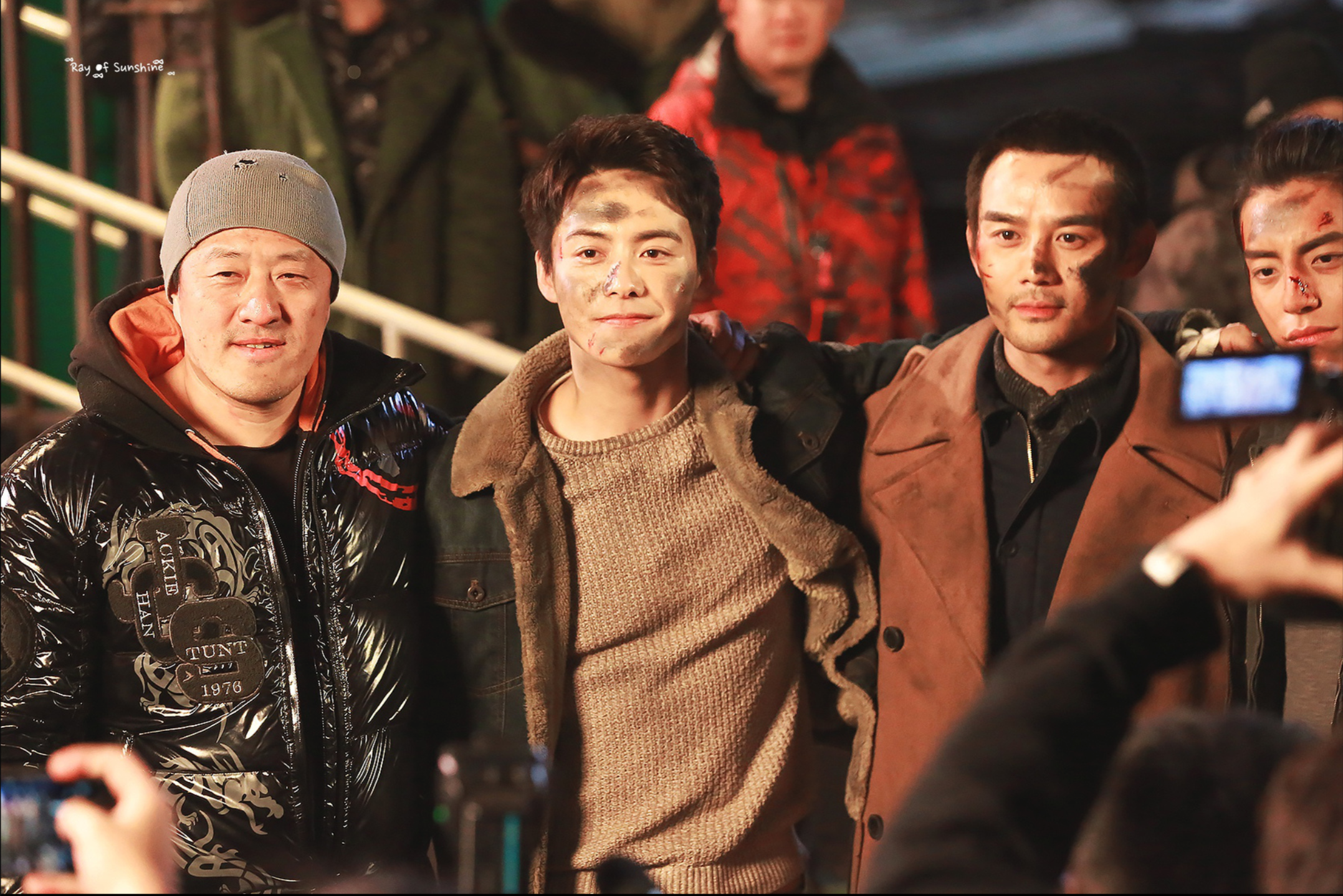
Vang (Wang) a Jinghsziung penszö 2018 (Yīngxióng běnsè 2018) forgatásán Ma Tien-jü (Ma Tianyu) és Darren Wang társaságában

2017-ben a Hiszenjizsen X tö hszienshen (Xiányírén X de Xiànshēn) (嫌疑人X的献身, The Devotion of Suspect X) című, sikeres thriller főszereplője volt, mely az azonos című japán regényből készült. Ugyanebben az évben bejelentették, hogy a Dynasty Warriors RPG-játék filmadaptációjában Cao Caót fogja alakítani.
2018-ban a Jinghsziung penszö 2018 (Yīngxióng běnsè 2018) (英雄本色2018, A Better Tomorrow 2018) című akciófilmben vállalt szerepet. Ezt egy televíziós sorozat követte, az 1970-es években játszódó Tacsiang taho (Dàjiāng dàhé) (大江大河, Like a Flowing River). Nagy sikerrel vetítették, pozitív kritikákat kapott és vezette a nézettségi listákat a vetítési sávjában. Vang (Wang)ot dicsérték a tehetséges fiatalember megformálásáért, aki az esélyekkel dacolva végül sikeres mérnök lesz. Alakításáért a Shanghai Television Festival legjobb televíziós színész díjára jelölték. Ugyanebben az évben énekesként is kipróbálta magát, megjelent első lemeze, a Huavajjin (Huàwàiyīn) (画外音).
2020-ban újabb történelmi sorozathoz szerződött Csingping lö (Qīngpíng lè) (清平乐, Held in the Lonely Castle/Serenade of Peaceful Joy) címmel, amelyben Szung Zsen-cung (Song Renzong) császárt alakította. Ezt egy bűnügyi thrillersorozat követte Lie hu (Liè hú) (猎狐, Hunting) címmel, ahol rendőrt alakított.

## Filmográfia

### Filmek
| Cím  | Angol/Magyar cím                | Kínai cím                                                             | Szerep                       | Hiv.   |
| ---- | ------------------------------- | --------------------------------------------------------------------- | ---------------------------- | ------ |
| 2007 |                                 | Miao kou zsenhszin (Miao gou renxin) (妙狗人心)                       | A-vej (A-wei)                |        |
| 2012 | My Puppy My Love                | Vo tö koukou vo tö aj (Wǒ de gǒu gǒu wǒ de ài) (我的狗狗我的爱)       | Si Lu-vej (Shi Luwei)        | [ 9 ]  |
| 2013 | A Young Girl's Destiny          | Ni hszi (逆袭, Nì xí)                                                 | Hao Csen (Hao Chen)          | [ 48 ] |
| 2014 | The Golden Era                  | Huangcsin sitaj (黄金时代, Huángjīn shídài)                           | Csin Ji (Jin Yi)             | [ 49 ] |
| 2014 | A Murder Beside Yanhe River     | Huang kokung ancsien (黄克功案件, Huáng kègōng ànjiàn)                | Huang Ko-kung (Huang Kegong) |        |
| 2016 | A vonatrablás (Railroad Tigers) | Tietao fej hu (铁道飞虎, Tiědào fēi hǔ)                               | Fan Csuan (Fan Chuan)        |        |
| 2017 | The Devotion of Suspect X       | Hiszenjizsen X tö hszienshen (嫌疑人X的献身, Xiányírén X de Xiànshēn) | Tang Csuan (Tang Chuan)      |        |
| 2018 | A Better Tomorrow 2018          | Jinghsziung penszö 2018 (英雄本色2018, Yīngxióng běnsè 2018)          | Csou Kaj (Zhou Kai )         |        |
| 2019 | Dynasty Warriors                | Csen szankuo vusuang (真三国无双, Zhēn sānguó wúshuāng)               | Cao Cao                      |        |

### Televíziós sorozatok
| Év        | Angol cím                                          | Kínai cím | Szerep                                               | Csatorna               | Hiv.   |
| --------- | -------------------------------------------------- | --- | ---------------------------------------------------- | ---------------------- | ------ |
| 2006      | Cold Autumn                                        | Hancsiu (寒秋, Hánqiū)                                                                                        | Huang Jüan-sang (Huang Yuanshang)                    | Chengdu Channel        |        |
| 2008      | Water Point Peach Blossom                          | Vej vu li tö taohua (围屋里的桃花, Wéi wū li de táohuā)                                                       | Hszü Ji-lin (Xu Yilin)                               | Guangzhou Channel      |        |
| 2008–2010 | Ugly Wudi                                          | Csou nü Vu-ti (丑女无敌, Chou nü Wudi)                                                                        | Csen Csia-ming (Chen Jiaming)                        | Hunan TV               |        |
| 2010      | Calling For Love                                   | Hucsiao ta minghszing (呼叫大明星, Hūjiào dà míngxīng)                                                        | Vang Zsuj (Wang Rui)                                 | CTS                    |        |
| 2011      | Guns Hou                                           | Csiangpao Hou (枪炮侯, Qiāng pào Hóu)                                                                         | Taj Tao (Dai Dao)                                    | Anhui TV               | [ 50 ] |
| 2012      | Youth                                              | Csecsing (知青, Zhīqīng)                                                                                      | Csi Jung (Qi Yong)                                   | CCTV                   |        |
| 2013      | New Detective Alliance                             | Hszin sentan lienmeng cse pao tazsen lajlö (新神探联盟之包大人来了, Xīn shéntàn liánméng zhī bāo dàrén láile) | Kung-szun Cö (Gongsun Ze)                            | CCTV                   |        |
| 2014      | All Quiet in Peking                                | Pejping vu csansi (北平无战事, Běipíng wú zhànshì)                                                            | Fang Meng-vej (Fang Mengwei)                         | Beijing TV             |        |
| 2015      | Waiting For You                                    | Teng ni aj vo (等你爱我, Děng nǐ ài wǒ)                                                                       | Csü Ho (Qu He)                                       | Tianjin Channel        | [ 51 ] |
| 2015      | Once Upon a Time in Tsingtao                       | Csingtao vangsi (青岛往事, Qīngdǎo wǎngshì)                                                                   | Liu Cseng-cse (Liu Chengzhi)                         | CCTV                   | [ 52 ] |
| 2015      | The Disguiser                                      | Vejcsuang-csö (伪装者, Wèizhuāng-zhě)                                                                         | Ming Cseng (Ming Cheng)                              | Hunan TV               |        |
| 2015      | Nirvana in Fire                                    | Langja pang (瑯琊榜, Langya bang)                                                                             | Hsziao Csing-jen (Xiao Jingyan), Csing (Jing) herceg | Beijing TV, Dragon TV  |        |
| 2015      | Love Me If You Dare                                | Ta lajlö, csing pi jen (他来了，请闭眼, Tā láile, qǐng bì yǎn)                                                | Li Hszün-zsan (Li Xunran)                            | Dragon TV              |        |
| 2016      | Legend of Nine Tails Fox                           | csing csiu hu csuansuo (青丘狐传说, Qīng qiū hú chuánshuō)                                                    | Si Taj-pu (Shi Taipu)                                | Hunan TV               | [ 53 ] |
| 2016      | Half the Sky                                       | Nüzsen tö tienkung (女人的天空, Nǚrén de tiānkōng)                                                            | Vu Ta-vej (Wu Dawei)                                 | CCTV                   | [ 54 ] |
| 2016      | Ode to Joy                                         | Huanlö szung (欢乐颂, Huānlè sòng)                                                                            | Csao Csi-ping (Zhao Qiping)                          | Dragon TV, Zhejiang TV |        |
| 2016      | When a Snail Falls in Love                         | Zsukuo voniu ju ajcsing (如果蜗牛有爱情, Rúguǒ wōniú yǒu àiqíng)                                              | Csi Paj (Ji Bai)                                     | Dragon TV              |        |
| 2016      | Stay with Me                                       | Fangcsi vo, csuacsin vo (放弃我, 抓紧我, Fàngqì wǒ, zhuājǐn wǒ)                                               | Csen Ji-tu (Chen Yidu)                               | Hunan TV               |        |
| 2017      | Ode to Joy 2                                       | Huanlö szung 2 (欢乐颂2, Huānlè sòng 2)                                                                       | Csao Csi-ping (Zhao Qiping)                          | Dragon TV, Zhejiang TV | [ 55 ] |
| 2018      | Like a Flowing River                               | Tacsiang taho (大江大河, Dàjiāng dàhé)                                                                        | Szung Jün-huj (Song Yunhui)                          | Beijing TV, Dragon TV  |        |
| 2020      | Held in the Lonely Castle/Serenade of Peaceful Joy | Csingping lö (清平乐, Qīngpíng lè)                                                                            | Szung Zsen-cung (Song Renzong) császár               | Hunan TV               |        |
| 2020      | Hunting                                            | Lie hu (猎狐, Liè hú)                                                                                         | Hszia Jüan (Xia Yuan)                                | Beijing TV, Dragon TV  |        |
| 2020      | Like a Flowing River 2                             | Tacsiang taho 2 (大江大河2, Dàjiāng dàhé 2)                                                                   | Szung Jün-huj (Song Yunhui)                          |                        | [ 56 ] |

## Díjai és jelölései
| Év             | Díj                                           | Kategória                         | Jelölés                     | Eredmény       | Hiv.           |
| Jelentős díjak | Jelentős díjak                                | Jelentős díjak                    | Jelentős díjak              | Jelentős díjak | Jelentős díjak |
| -------------- | --------------------------------------------- | --------------------------------- | --------------------------- | -------------- | -------------- |
| 2014           | 9. Chinese Young Generation Film Forum Awards | Legjobb új színész                | A Murder Beside Yanhe River | Elnyerte       | [ 22 ]         |
| 2016           | 28. Golden Eagle Awards                       | Legjobb színész                   | All Quiet in Peking         | Jelölve        | [ 57 ]         |
| 2016           | 11. China Golden Eagle TV Arts Festival       | Legnépszerűbb színész             | All Quiet in Peking         | Jelölve        |                |
| 2016           | 19. Huating (Huading)-díj                     | Legjobb színész                   | The Disguiser               | Jelölve        |                |
| 2016           | 22. Shanghai Television Festival              | Legjobb mellékszereplő            | Nirvana in Fire             | Jelölve        | [ 58 ]         |
| 2016           | 3. Asia Rainbow TV Awards                     | Legjobb mellékszereplő            | Nirvana in Fire             | Elnyerte       | [ 59 ]         |
| 2019           | 25. Shanghai Television Festival              | Legjobb színész                   | Like a Flowing River        | Jelölve        | [ 45 ]         |
| 2019           | 6. The Actors of China Award Ceremony         | Legjobb színész (Zafír kategória) | Like a Flowing River        | Elnyerte       | [ 60 ]         |
| 2020           | 30. China TV Golden Eagle Award               | Legjobb színész                   | Like a Flowing River        | Jelölve        | [ 61 ]         |

## Fordítás
- Ez a szócikk részben vagy egészben  a   Wang Kai (actor) című angol Wikipédia-szócikk ezen változatának fordításán alapul.  Az eredeti cikk szerkesztőit annak laptörténete sorolja fel. Ez a jelzés csupán a megfogalmazás eredetét és a szerzői jogokat jelzi, nem szolgál a cikkben szereplő információk forrásmegjelöléseként.